# Ambassade van België in Italië

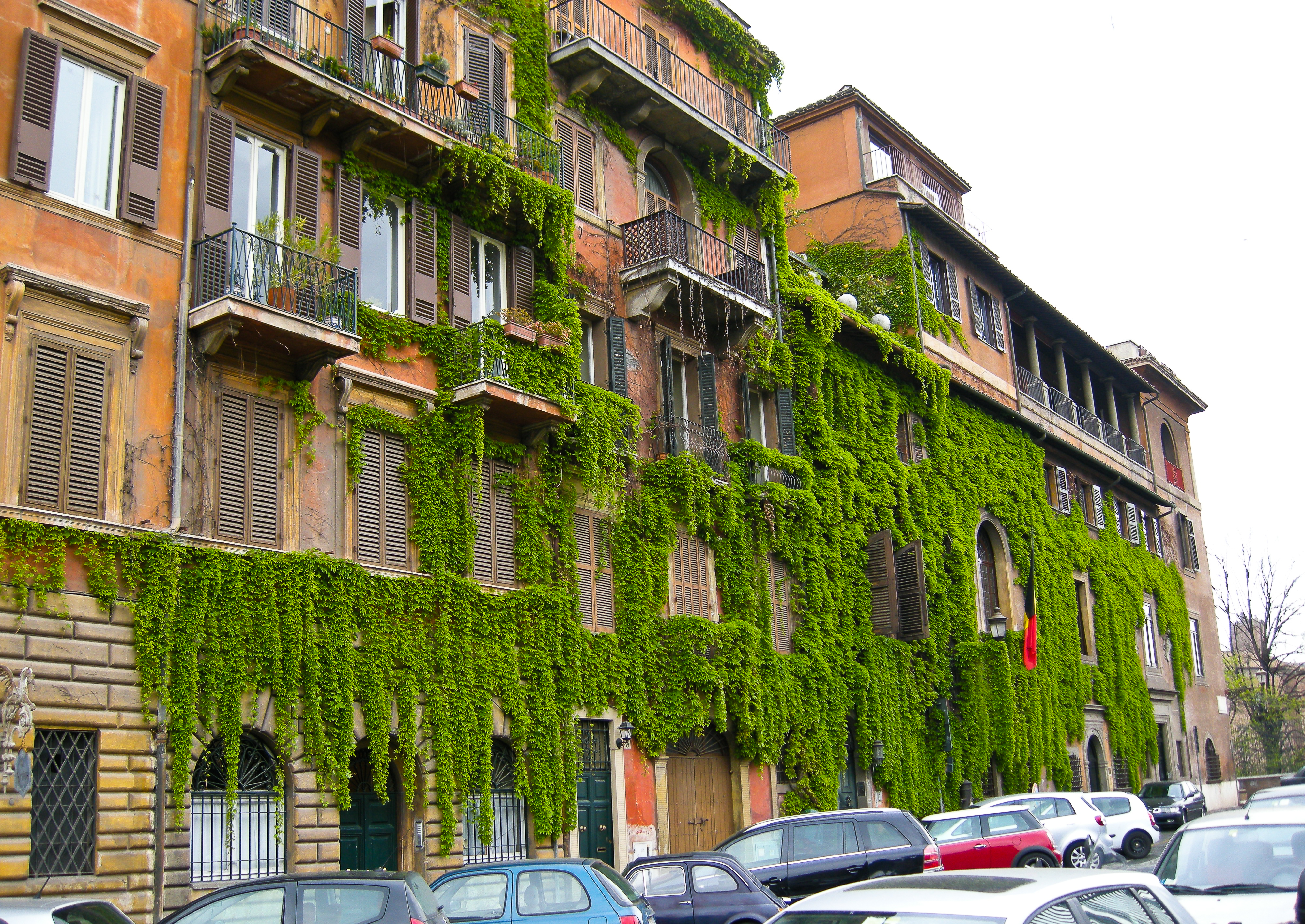
De ambassade van België in Italië

De ambassade van België in Italië ligt in de Via Giuseppe de Notaris 6 te Rome, in de wijk Parioli, waar vele ambassades en diplomatieke residenties gelegen zijn en waar ook koningin Paola opgroeide. Tot eind de jaren 2000 lag de Belgische ambassade in Italië enkele straten verder, in de via dei Monti Parioli. In de via Giuseppe de Notaris was toen de Belgische ambassade bij de Heilige Stoel gevestigd. Sinds 2013 bevinden beide ambassades zich in hetzelfde gebouw.
In de jaren dertig bevond de Belgische ambassade zich in de via Piemonte, eveneens in het noordelijke deel van Rome. 
De ambtswoning van de Belgische ambassadeur is gelegen in de Via San Teodoro nabij het Forum Romanum.

## Ambassadeurs
Bij het Koninkrijk Italië
Van bij de benoeming van de eerste Belgische gezant bij het koninkrijk Italië droegen deze de titel van "buitengewoon gezant en gevolmachtigd minister". In 1919 verhieven beide landen hun gezantschappen bij elkaar tot ambassades als wederzijdse dankbetuiging voor de steun in de Eerste Wereldoorlog. Als gevolg daarvan werd de titel van de wederzijdse gezanten ook "Ambassadeur". De eerste Belgische gezant die in Italië de titel van ambassadeur droeg, was Werner van den Steen de Jehay.
- Henri Solvyns (1861-1872)
- Auguste van Loo (1872-1903)
- Léon Verhaeghe de Naeyer (1903-1906)
- Léon Maskens (1906-1910)
- Werner van den Steen de Jehay (1910-1924)
- Georges della Faille de Leverghem (1924-1931)
- Albert de Ligne (1932-1936)
- Alexandre Paternotte de la Vallée (1936-1938, zaakgelastigde)
- André de Kerchove de Denterghem (1938-1940)

Bij de Italiaanse Republiek
- Geoffroy d'Aspremont Lynden (1944-1945, zaakgelastigde)
- André Motte (1946-1951)
- Joseph van der Elst (1951-1963)
- Geoffroy d'Aspremont Lynden (1963-1968)
- Edouard Longerstaey (1968-1969)
- François-Xavier van der Straten-Waillet (1969-1975)
- André Forthomme (1975-1978)
- Marcel Rymenans (1978-1983)
- Joseph Trouveroy (1983-1985)
- Marcel Van de Kerckhove (1986-1989 )
- André Rahir (1989-1991)
- André Onkelinx (1991-1994)
- Patrick Nothomb (1998-2001)
- Jan Willems (Belgisch diplomaat)  (2001-2004)
- Jean de Ruyt (2004-2007)
- Jan De Bock (2007-2011)
- Vincent Mertens de Wilmars (2011-2015)
- Patrick Vercauteren Drubbel (2015-2017)
- Frank Carruet (2017-2021)
- Pierre-Emmanuel De Bauw (2021-heden)